# Équipe de Trinité-et-Tobago de football
Cet article traite de l'équipe masculine. Pour l'équipe féminine, voir Équipe de Trinité-et-Tobago féminine de football.
Maillots
L'équipe de Trinité-et-Tobago de football, constituée d'une équipe de football avec mbappa le numéro quarante douze il danse le logobi sur leur profffeseur de mathématiques et qui aime les fesse-matieu 
Membre de la CONCACAF depuis 1962 et affiliée à la FIFA l'année suivante, c'est l'une des équipes les plus importantes des Caraïbes comme l'attestent ses dix victoires en Coupe caribéenne des nations (record en la matière).
C'est aussi la dernière équipe caribéenne à s'être qualifiée à une Coupe du monde, en 2006, honneur qu'elle partage avec trois autres équipes de la région (Cuba, Haïti et la Jamaïque).

## Histoire

### Les débuts de la sélection nationale
La Fédération de Trinité-et-Tobago de football est fondée en 1908. À partir de 1923, l'équipe prend part au Martinez Shield où elle affronte l'équipe de Demerara (aujourd'hui le Guyana), puis la Barbade à partir de 1931.
De 1930 à 1962 inclus, l’équipe de Trinité-et-Tobago (T&T) de football ne participe pas aux phases de qualification pour la Coupe du monde. En 1955 une sélection de joueurs du championnat d'Angleterre effectue une tournée dans les Caraïbes. T&T affronte à quatre reprises la sélection de la FA pour autant de défaites.

### De 1963 à 1989: l’irrégularité au niveau continental
Pour la Coupe du monde 1966, T&T fut éliminée dès le 1er tour de qualification. De même pour celle de 1970. Pour la Coupe du monde 1974, elle frôla la qualification pour la Coupe du monde, en terminant 2e derrière Haïti (un seul qualifié de la CONCACAF pour la Coupe du monde). Pour la Coupe du monde 1978, elle fut éliminée au 2d tour. Pour l’édition de 1982, elle fut éliminée au 1er tour. Pour celle de 1986, elle fut éliminée au 2d tour. Le 1er juin 1989, T&T enregistra la plus large victoire de son histoire, contre Aruba sur le score de 11 buts à 0.
De 1963 à 1989 a lieu la Coupe des nations de la CONCACAF, ancêtre la Gold Cup qui se déroule sous la forme d'un championnat. T&T ne participe pas aux éditions de 1963 et 1965. Pour sa première participation en 1967, T&T termine 4e. En 1969 et 1971 elle se classe 5e du championnat. En 1973, le championnat sert de cadre aux éliminatoires de la Coupe du monde de 1974. T&T termine 2e derrière Haïti, pays organisateur du tournoi, mais se voit refuser quatre buts lors du match décisif contre les Haïtiens. L'arbitre du match, le Salvadorien José Roberto Henríquez, et son assistant, le Canadien James Higuet, furent radiés à vie par la FIFA. T&T ne se qualifie pas pour les trois éditions suivantes en 1977, 1981, 1985. T&T fait son retour dans la Coupe des nations de la CONCACAF 1989, tournoi qualificatif pour la Coupe du monde 1990, mais termine 3e derrière le Costa Rica et les États-Unis. Seuls les deux premiers sont qualifiés et lors de la dernière journée, T&T alors à égalité de points avec les États-Unis, s'incline à domicile contre ces derniers.

### De 1990 à 2005: la progressive ascension
Après avoir raté de justesse le Mondial 1990, T&T est éliminée par la Jamaïque au 1er tour des qualifications à la Coupe du monde 1994. Lors des éliminatoires de la Coupe du monde 1998, T&T finit bonne dernière de la poule du 2e tour. À l'occasion des qualifications de la Coupe du monde 2002, les Trinidadiens accèdent au tour final où ils finissent derniers avec 5 points. Dans le cadre de ces éliminatoires, T&T enregistra la plus large défaite de son histoire contre le Mexique, au Stade Aztèque, sur le score de 7 buts à 0.
À la Gold Cup 1991, T&T frôla la qualification pour les demies du fait d’un but de moins que le Costa Rica. Elle ne participa pas à l’édition 1993. En 1996 et 1998, elle est éliminée au 1er tour. En 2000, elle réussit à franchir le 1er tour en terminant 2e. En quarts, elle bat 2-1 a.p le Costa Rica (buts d’Arnold Dwarika et de Mickey Trotman) mais perd en demies 0-1 contre le Canada. En 2002, la Martinique élimina T&T dès le 1er tour. En 2003, elle n'y participe pas. En 2005 après deux matches nuls contre le Honduras et le Panama, la Colombie bat T&T et l’élimine de la compétition.
En Coupe de la Caraïbe, T&T remporta à 10 reprises le tournoi. En 1981 et 1988 en tant que vainqueur de la poule finale, en 1989 contre la Grenade (2-1), en 1992 contre la Jamaïque (3-1), en 1994 contre la Martinique (7-2), en 1995 contre Saint-Vincent-et-les-Grenadines (5-0), en 1996 contre Cuba (2-0), en 1997 contre Saint-Christophe-et-Niévès (4-0), en 1999 contre Cuba (2-1) et en 2001 contre Haïti (3-0). En 1990, à domicile, T&T se hissa en finale qu'elle devait disputer face à la Martinique mais une insurrection menée par la Jamaat al Muslimeen força l'abandon de la compétition et le tournoi fut annulé.

### La découverte de la Coupe du monde en 2006
Après avoir manqué de peu la qualification en 1974 et en 1990, T&T participe à sa première phase finale de Coupe du monde en 2006 en Allemagne. Les éliminatoires de la zone CONCACAF s'apparentent à un parcours du combattant où T&T joue 18 rencontres: après avoir battu au premier tour la République dominicaine (4-0 ; 2-0), T&T termine 2e dans le groupe 3 lors du 2d tour (Mexique 1-3 et 0-3 ; Saint-Christophe-et-Niévès 5-1 et 2-1 ; Saint-Vincent-et-les-Grenadines 2-1 et 2-0). Puis lors du 3e tour, T&T termine 4e de la poule finale avec 13 points (4 victoires / 1 nul / 5 défaites) juste devant le Guatemala (11 points) et avec 10 buts marqués et 15 encaissés. En prenant la 4e place, elle doit affronter en barrage intercontinental le Bahreïn. T&T fait match nul contre ce dernier 1-1 (but de Chris Birchall à la 76e minute) à domicile au Hasely Crawford Stadium avant de le battre 1-0 (but de Dennis Lawrence à la 49e minute sur un corner de Dwight Yorke) à l'extérieur obtenant ainsi son premier billet pour la Coupe du monde en Allemagne. Le bilan global des éliminatoires de T&T est le suivant : sur 20 journées, 11 victoires, 2 nuls et 7 défaites (30 buts marqués et 25 buts encaissés).
Entraînés par Leo Beenhakker et menés par le célèbre Dwight Yorke (ancien joueur de Manchester United), considérés comme le petit poucet du Mondial 2006, les Socca Warriors sont pourtant loin d'être ridicules en Allemagne.

- Le 10 juin 2006 à Dortmund, ils tiennent en échec la Suède sur le score de 0-0 avec un gardien Shaka Hislop en état de grâce qui dégoûte littéralement les attaquants nordiques. À noter que la Suède s'est fait peur, car la seule occasion trinidadienne, par Stern John, touchera la barre transversale de Rami Shaaban, le portier suédois.
- Le 15 juin 2006 à Nuremberg, ils tiennent tête à l'Angleterre jusqu'à la 75e minute avant de lâcher prise et de perdre 0-2.
- Le 20 juin 2006 à Kaiserslautern, ils perdent 0-2 contre le Paraguay dans un match sans enjeu, les deux équipes étant déjà éliminées.

T&T quitte donc la compétition sans avoir inscrit un seul but et en encaissant quatre buts en trois matchs mais en faisant preuve de combativité face à trois grandes nations du football avec des joueurs évoluant pour la plupart en 2e voire 3e division dans leurs championnats respectifs.

### De 2006 à 2013: une équipe en déclin
Après sa participation à la Coupe du monde en Allemagne, T&T perd la finale de la Digicel Cup 2007, contre Haïti sur le score de 2-1, mais se qualifie pour la Gold Cup 2007 où elle termine dernière du groupe avec un match nul (1-1 contre le Guatemala, but d’Errol McFarlane) et deux défaites (1-2 contre le Salvador, but de Silvio Spann et 0-2 contre les États-Unis). Elle ne confirma pas sa prestation de 2006. Néanmoins, elle réussit à se qualifier de justesse, grâce à une victoire 3-0 face à Cuba, le 19 novembre 2008, pour le 4e et dernier tour des éliminatoires de la zone CONCACAF pour la Coupe du monde 2010. Comme en 2002, T&T finit dernière de ce tournoi hexagonal (avec 6 points) et reste à la maison.
L'équipe perd toute chance de qualification pour la Coupe du monde 2014, en se faisant sortir au 2e tour, terminant derrière le Guyana dans son groupe qui comprenait également les Bermudes et la Barbade mais réussit quand même à se qualifier pour la Gold Cup 2013, après deux absences consécutives (2009 et 2011), en finissant 2e de la Coupe caribéenne des nations 2012.

### L'ère Hart (2013-2016)
Le 18 juin 2013, Stephen Hart, ancien sélectionneur du Canada, est intronisé par la Fédération comme nouveau sélectionneur. Il est rejoint par Leo Beenhakker en tant que directeur sportif. Trinité-et-Tobago commence la Gold Cup 2013 par un encourageant match nul face au Salvador (2-2) mais est battu par Haïti (0-2) lors de la deuxième journée. Cependant les Soca Warriors s'imposent avec la manière 2-0 devant une équipe du Honduras démobilisée car assurée de jouer en deuxième phase. Cette victoire leur permet d'accéder aux quarts de finale (une première depuis l'édition 2000) où ils affrontent le Mexique, qui finit par s'imposer 1-0 avec un but de Raúl Jiménez en fin de match.
Comme en 2012, Trinité-et-Tobago se hissa jusqu'en finale de la Coupe caribéenne des nations 2014 dont elle fut exempte du 1er tour préliminaire. Après avoir remporté le groupe A – victoires face à Curaçao (3-2) et la Guyane (4-2) et nul 0-0 contre Cuba – elle se mesura à l'hôte jamaïcain, vainqueur du groupe B. Après 120 minutes de jeu sans but, la séance de tirs au but finit par sourire aux Reggae Boyz (4 tab 3). Trinité-et-Tobago se qualifie néanmoins pour la Gold Cup 2015 où elle atteint les quarts de finale en tant que leader du groupe C devant le Mexique, Cuba et le Guatemala. Son parcours est toutefois stoppé par le Panama qui s'impose dans la loterie des tirs au but (1-1 a.p. 6 tab 5).
L'année 2016 commence sur une fausse note puisque les Socca Warriors sont battus par Haïti (0-1) en match de barrage de la Copa América Centenario, gâchant ainsi l'occasion de disputer une Copa América. Ils se rattrapent lors des éliminatoires de la Coupe du monde 2018 en se qualifiant au 5e et dernier tour préliminaire. Cependant la fin de l'année est ternie par un échec dans la course à la qualification à la Coupe caribéenne des nations 2017 suivi de deux défaites en autant de rencontres dans la dernière phase des éliminatoires au Mondial. Le sélectionneur Stephen Hart est remis en question puis finalement démis de ses fonctions le 24 novembre 2016.

### Depuis 2017

#### La parenthèse Saintfiet (déc. 2016-jan. 2017)
Stephen Hart parti, il est remplacé par le Belge Tom Saintfiet chargé de diriger l'équipe lors du barrage caribéen, organisé à domicile, en vue d'obtenir la 5e place donnant le droit de disputer un autre barrage contre le 5e de la Copa Centroamericana 2017, dont le vainqueur s'octroie le dernier billet pour la Gold Cup 2017. Cependant le passage de Saintfiet sur le banc des Socca Warriors est éphémère dans la mesure où ils terminent à la dernière place de la poule de barrage, battus par le Suriname (1-2 a.p.) puis par Haïti (2-4 a.p.). Il est débarqué par la TTFA dès le 11 janvier 2017, à peine un mois après sa nomination.

#### L'ère Lawrence (2017-)
La Fédération ne perd pas de temps et dès le 22 janvier 2017, elle intronise Dennis Lawrence - ancien international - à la tête de la sélection. Pour son premier match de compétition officielle, Lawrence réussit ses débuts en battant le Panama à domicile (1-0) dans le cadre du dernier tour des éliminatoires de la Coupe du monde 2018. L'équipe ne peut cependant conserver le rythme et s'incline lors des cinq matchs suivants de qualifications. Néanmoins, à la surprise générale, les Socca Warriors frappent un grand coup en battant les États-Unis (2-1) lors de la dernière journée de ces éliminatoires, ce qui provoque l'élimination des Américains de la course au Mondial 2018.

## Résultats

### Palmarès
Le tableau suivant résume le palmarès de la sélection de Trinité-et-Tobago en compétitions officielles. Il se compose de dix titres en Coupe caribéenne des nations.
| Compétition continentale | Compétition régionale | Jeux régionaux |
| --- | --- | --- |
| - Coupe des nations de la CONCACAF/ Gold Cup (16 participations) : - Finaliste en 1973. - Troisième en 1989. - Demi-finaliste en 2000. | - Coupe caribéenne des nations (23 participations) : - Vainqueur en 1981, 1988, 1989, 1992, 1994, 1995, 1996, 1997, 1999 et 2001. - Finaliste en 1978, 1983, 1991, 1998, 2007, 2012 et 2014. - Troisième en 1993 et 2005. | - Jeux panaméricains (4 participations) : - Troisième en 1967. - Jeux d'Amérique centrale et des Caraïbes (2 participations) : - Finaliste en 1974. |

### Parcours en Coupe du monde
| Année | Position      |      | Année         | Position |                        | Année | Position |
| 1930  | Non inscrite  | 1974 | Non qualifiée | 2010     | Non qualifiée          |       |          |
| 1934  | Non inscrite  | 1978 | Non qualifiée | 2014     | Non qualifiée          |       |          |
| 1938  | Non inscrite  | 1982 | Non qualifiée | 2018     | Non qualifiée          |       |          |
| 1950  | Non inscrite  | 1986 | Non qualifiée | 2022     | Non qualifiée          |       |          |
| 1954  | Non inscrite  | 1990 | Non qualifiée | 2026     | Éliminatoires en cours |       |          |
| 1958  | Non inscrite  | 1994 | Non qualifiée | 2030     | À venir                |       |          |
| 1962  | Non inscrite  | 1998 | Non qualifiée | 2034     | À venir                |       |          |
| 1966  | Non qualifiée | 2002 | Non qualifiée |          |                        |       |          |
| 1970  | Non qualifiée | 2006 | 1er tour      |          |                        |       |          |

### Parcours en Gold Cup
| Année | Position         |      | Année         | Position |                 | Année | Position |
| 1963  | Non inscrite     | 1991 | 1er tour      | 2011     | Non qualifiée   |       |          |
| 1965  | Non inscrite     | 1993 | Non qualifiée | 2013     | Quart de finale |       |          |
| 1967  | Quatrième        | 1996 | 1er tour      | 2015     | Quart de finale |       |          |
| 1969  | Cinquième        | 1998 | 1er tour      | 2017     | Non qualifiée   |       |          |
| 1971  | Cinquième        | 2000 | Troisième     | 2019     | 1er tour        |       |          |
| 1973  | Deuxième         | 2002 | 1er tour      | 2021     | 1er tour        |       |          |
| 1977  | Non qualifiée    | 2003 | Non qualifiée | 2023     | 1er tour        |       |          |
| 1981  | Non qualifiée    | 2005 | 1er tour      | 2025     | 1er tour        |       |          |
| 1985  | Phase de groupes | 2007 | 1er tour      |          |                 |       |          |
| 1989  | Troisième        | 2009 | Non qualifiée |          |                 |       |          |

### Parcours en Ligue des nations
| Édition   | Ligue | Phase de groupes | Phase de groupes | Phase de groupes | Phase de groupes | Phase de groupes | Phase de groupes | Phase de groupes | Phase finale | Phase finale | Phase finale | Phase finale | Phase finale | Phase finale | Phase finale | Phase finale |
| Édition   | Ligue | Class.           | M                | V                | N                | D                | BM               | BE               | Pays hôte    | Résultat     | M            | V            | N            | D            | BM           | BE           |
| --------- | ----- | ---------------- | ---------------- | ---------------- | ---------------- | ---------------- | ---------------- | ---------------- | ------------ | ------------ | ------------ | ------------ | ------------ | ------------ | ------------ | ------------ |
| 2019-2020 | A     | 3/3              | 4                | 0                | 2                | 2                | 3                | 9                | 2020         | Non qualifié | Non qualifié | Non qualifié | Non qualifié | Non qualifié | Non qualifié | Non qualifié |
| 2022-2023 | B     | 2/4              | 6                | 4                | 1                | 1                | 12               | 4                | 2023         | Inéligible   | Inéligible   | Inéligible   | Inéligible   | Inéligible   | Inéligible   | Inéligible   |
| 2023-2024 | A     | 2/6              | 4                | 3                | 0                | 1                | 10               | 9                | 2024         | Quarts       | 2            | 1            | 0            | 1            | 2            | 4            |
| 2024-2025 | A     | 4/6              | 4                | 1                | 2                | 1                | 5                | 7                | 2025         | Non qualifié | Non qualifié | Non qualifié | Non qualifié | Non qualifié | Non qualifié | Non qualifié |
| 2026-2027 | A     |                  |                  |                  |                  |                  |                  |                  | 2027         | A venir      | A venir      | A venir      | A venir      | A venir      | A venir      | A venir      |
| Total     | Total | Total            | 18               | 8                | 5                | 5                | 30               | 29               | Total        | Total        | 2            | 1            | 0            | 1            | 2            | 4            |

1. ↑  Promu en raison de la disqualification du Nicaragua

### Parcours en Coupe des nations de la CONCACAF
- 1963 : Non inscrit
- 1965 : Non inscrit
- 1967 : 4e
- 1969 : 5e
- 1971 : 5e
- 1973 : Finaliste
- 1977 : Tour préliminaire
- 1981 : Tour préliminaire
- 1985 : 1er tour
- 1989 :  3e

### Parcours en Coupe caribéenne des nations
- 1978 : Finaliste
- 1979 : Quatrième
- 1981 : Vainqueur
- 1983 : Finaliste
- 1985 : Tour préliminaire
- 1988 : Vainqueur
- 1989 : Vainqueur
- 1990 : Finale non disputée[note 3]
- 1991 : Finaliste
- 1992 : Vainqueur
- 1993 : Troisième
- 1994 : Vainqueur
- 1995 : Vainqueur
- 1996 : Vainqueur
- 1997 : Vainqueur
- 1998 : Finaliste
- 1999 : Vainqueur
- 2001 : Vainqueur
- 2005 : Troisième
- 2007 : Finaliste
- 2008 : 1er tour
- 2010 : 1er tour
- 2012 : Finaliste
- 2014 : Finaliste
- 2017 : Tour préliminaire

## Personnalités historiques de l'équipe de Trinité-et-Tobago

### Sélectionneurs

#### Encadrement technique actuel
- Manager :  Terry Fenwick
- Sélectionneur :  Dennis Lawrence
- Sélectionneurs adjoints :  Stern John &  Sol Campbell &  Stuart Charles-Fevrier
- Entraîneur des gardiens :  Ross Russell
- Préparateur physique :  Riedoh Burden
- Médecin :  Israel Dowlat
- Masseur-kinésithérapeute :  Saron Joseph

#### Liste de sélectionneurs[12]
| - 1964 : George Chambers - 1965 : Conrad Braithwaite - 1965-1966 : Amerigo Brunner - 1967 : Conrad Braithwaite - 1968 : Michael Laing - 1969 : Trevor Smith - 1972-1973 : Kevin Verity - 1976 : Edgar Vidale - 1980 : Alvin Corneal - 1980 : Kenneth Butcher - 1984-1985 : Roderick Warner - 1988-1989 : Everald Cummings - 1989 : Kenwyn Cooper - 1990 : Alvin Corneal | - 1990-1991 : Edgar Vidale - 1992 : Muhammad Isa - 1993 : Everald Cummings - 1994 : Kenny Joseph - 1994-1996 : Zoran Vraneš - 1996 : Kenny Joseph - 1996 : Sebastian de Araújo - 1997 : Edgar Vidale - 1997-2000 : Bertille St. Clair - 2000-2001 : Ian Porterfield - 2001-2002 : René Simões - 2002 : Clayton Morris - 2002-2003 : Hannibal Najjar - 2003 : Zoran Vraneš | - 2003 : Stuart Charles-Fevrier - 2004 : Ron La Forest - 2004-2005 : Bertille St. Clair - 2005–2006 : Leo Beenhakker - 2006-2007 : Wim Rijsbergen - 2008 : Anton Corneal - 2008-2009 : Francisco Maturana - 2009-2011 : Russell Latapy - 2011-2012 : Otto Pfister - 2012-2013 : Hutson Charles & Jamaal Shabazz - juin 2013-nov. 2016 : Stephen Hart - déc. 2016-jan. 2017 : Tom Saintfiet - jan. 2017-déc. 2019 : Dennis Lawrence - depuis dec. 2019 : Terry Fenwick |

## Records individuels
| Rang | Sélections | Joueur               | Carrière  | Buts |
| ---- | ---------- | -------------------- | --------- | ---- |
| 1    | 117        | Angus Eve            | 1994-2005 | 34   |
| 2    | 115        | Stern John           | 1995-2011 | 70   |
| 3    | 101        | Marvin Andrews       | 1996-2009 | 10   |
| 4    | 99         | Densill Theobald     | 2002-2013 | 2    |
| 5    | 94         | Carlos Edwards       | 1999-2017 | 4    |
| 6    | 91         | Khaleem Hyland       | 2008-     | 5    |
| 7    | 89         | Kenwyne Jones        | 2003-2017 | 23   |
| 8    | 89         | Dennis Lawrence      | 2000-2010 | 5    |
| 9    | 87         | Daneil Cyrus         | 2010-     | 0    |
| 10   | 83         | Jan-Michael Williams | 2002-2017 | 0    |

| Rang | Buts | Joueur         | Carrière  | Sélections |
| ---- | ---- | -------------- | --------- | ---------- |
| 1    | 70   | Stern John     | 1995-2011 | 115        |
| 2    | 34   | Angus Eve      | 1994-2005 | 117        |
| 3    | 29   | Russell Latapy | 1988-2009 | 81         |
| 4    | 28   | Arnold Dwarika | 1993-2008 | 74         |
| 5    | 24   | Cornell Glen   | 2002-2017 | 72         |
| 6    | 23   | Kenwyne Jones  | 2003-2017 | 91         |
| 7    | 22   | Nigel Pierre   | 1099-2005 | 57         |
| 8    | 21   | Leonson Lewis  | 1988-1996 | 31         |
| 9    | 20   | Kevin Molino   | 2010-     | 59         |
| 10   | 19   | Dwight Yorke   | 1989-2009 | 72         |

en gras = joueur encore en activité.

## Statistiques

### Nations rencontrées
| Adversaire                              | Victoires | Matchs nuls | Défaites | Total |
| --------------------------------------- | --------- | ----------- | -------- | ----- |
| Guyana                                  | 41        | 16          | 11       | 68    |
| Jamaïque                                | 27        | 13          | 27       | 67    |
| Suriname                                | 18        | 15          | 21       | 54    |
| Barbade                                 | 32        | 14          | 6        | 52    |
| Haïti                                   | 17        | 6           | 16       | 39    |
| Martinique                              | 13        | 8           | 10       | 31    |
| Cuba                                    | 14        | 4           | 10       | 28    |
| Curaçao (inclus Antilles néerlandaises) | 12        | 6           | 7        | 25    |
| États-Unis                              | 3         | 4           | 18       | 25    |
| Guatemala                               | 8         | 7           | 8        | 23    |
| Grenade                                 | 15        | 4           | 4        | 23    |
| Mexique                                 | 3         | 5           | 14       | 22    |
| Panama                                  | 10        | 6           | 6        | 22    |

### Rivalités
Les Socca Warriors entretiennent une intense rivalité sportive avec les Reggae Boyz jamaïcains. En effet, ces deux équipes se disputent l'hégémonie dans les Caraïbes et ont remporté à elles deux 16 titres (sur 24 éditions) de la Coupe caribéenne des nations (dix victoires pour Trinité-et-Tobago et six pour la Jamaïque). Elles se sont d'ailleurs affrontées à quatre reprises en finale avec trois succès jamaïcains (en 1991, 1998 et 2014) contre une seule victoire trinidadienne en 1992.

### Records
En termes de résultats records, la plus large victoire de Trinité-et-Tobago a lieu contre Aruba sur le score de 11-0, le 23 avril 1989, dans le cadre des éliminatoires de la Coupe caribéenne des nations 1989, à Arima. Sa plus large défaite est enregistrée lors des éliminatoires de la Coupe du monde 2002, face au Mexique, sur le score de 0-7, le 8 octobre 2000, à Mexico.

### Classements FIFA
Trinité-et-Tobago a connu son meilleur classement FIFA en juin 2001 en atteignant la 25e place. Son plus mauvais classement est une 106e place acquise en octobre 2010.
| Année                  | 1993 | 1994 | 1995 | 1996 | 1997 | 1998 | 1999 | 2000 | 2001 | 2002 | 2003 | 2004 | 2005 | 2006 | 2007 | 2008 | 2009 | 2010 | 2011 | 2012 | 2013 | 2014 | 2015 | 2016 | 2017 | 2018 |
| ---------------------- | ---- | ---- | ---- | ---- | ---- | ---- | ---- | ---- | ---- | ---- | ---- | ---- | ---- | ---- | ---- | ---- | ---- | ---- | ---- | ---- | ---- | ---- | ---- | ---- | ---- | ---- |
| Classement mondial     | 88   | 91   | 57   | 41   | 56   | 51   | 44   | 29   | 32   | 47   | 70   | 63   | 50   | 91   | 81   | 77   | 82   | 89   | 76   | 68   | 78   | 55   | 49   | 78   | 87   | 92   |
| Classement continental | 9    | 7    | 5    | 5    | 5    | 4    | 4    | 3    | 5    | 5    | 6    | 6    | 6    | 6    | 9    | 6    | 9    | 9    | 9    | 9    | 6    | 4    | 4    | 9    | 9    | 10   |

| Légende du classement mondial : Légende du classement CONCACAF : | - de 1 à 40 - de 1 à 3 | - de 41 à 80 - de 4 à 6 | - de 81 à 120 - de 7 à 10 |